# Драге (Північна Фризія)
Драге (нім. Drage) — громада в Німеччині, розташована в землі Шлезвіг-Гольштейн. Входить до складу району Північна Фризія. Складова частина об'єднання громад Нордзе-Трене.
Площа — 16,36 км2. Населення становить 644 ос. (станом на 31 грудня 2020).

## Галерея

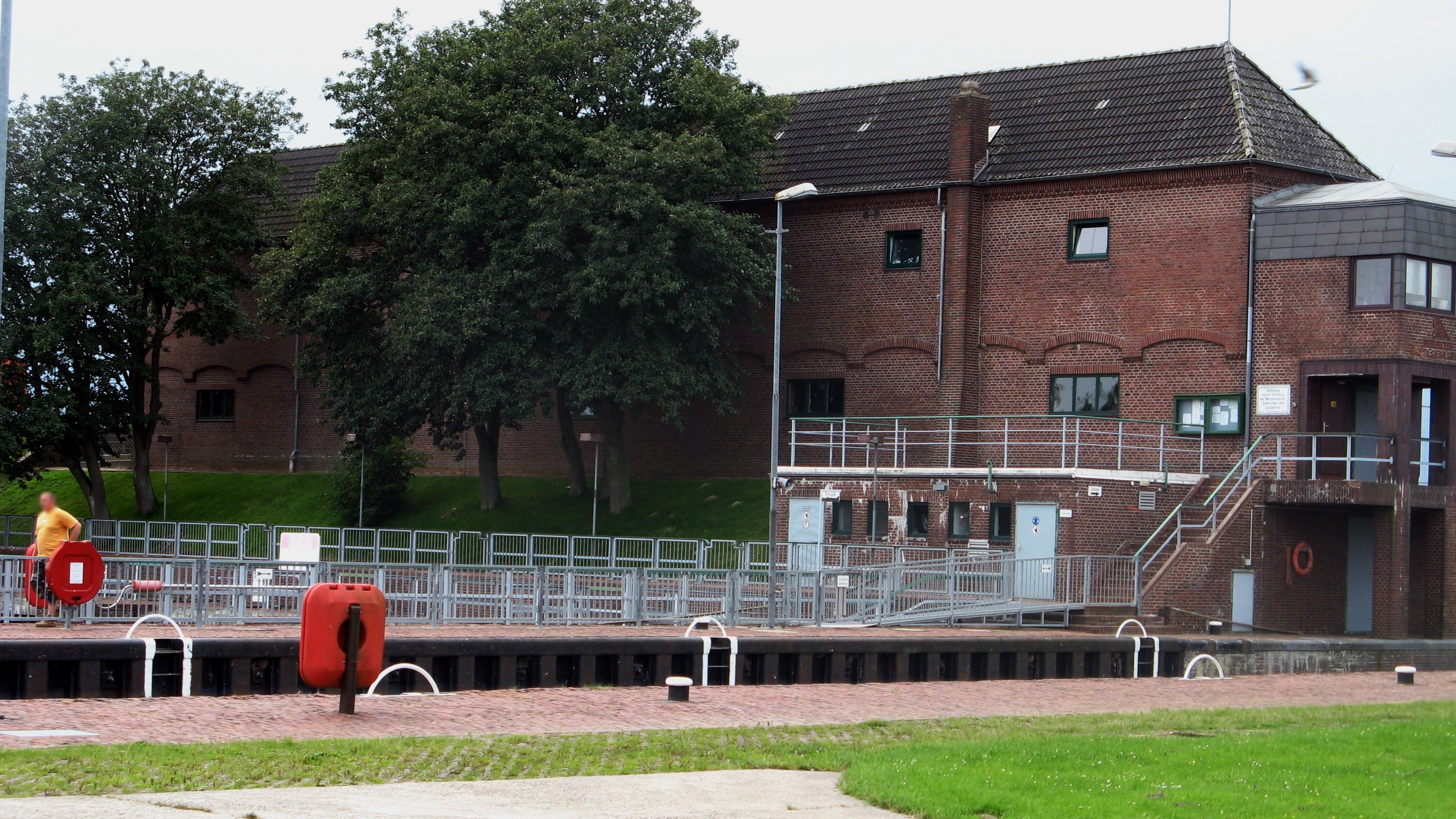